# Pitfour House

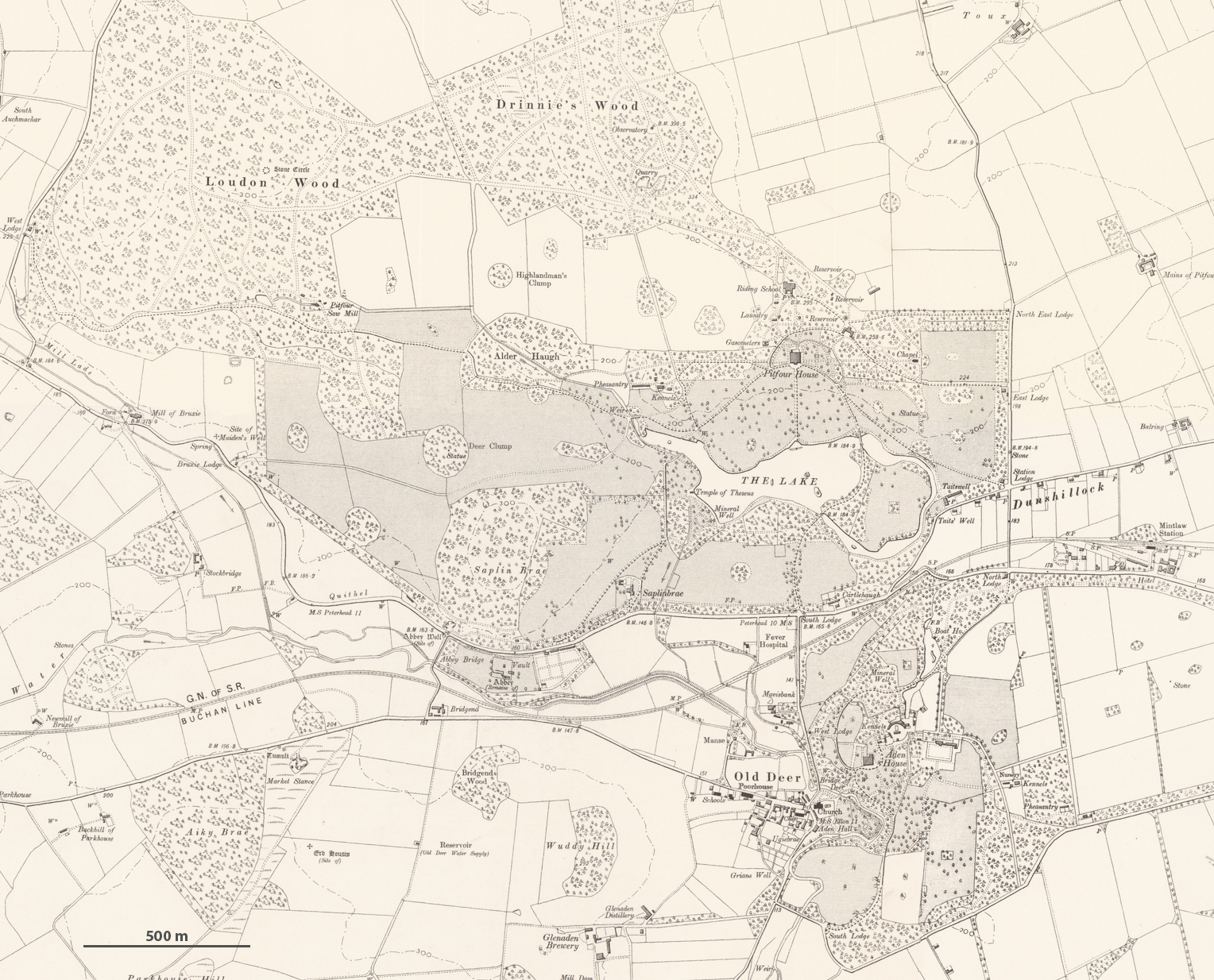
Pitfour Estate, südlicher Bereich mit Herrenhaus, See und Park (aus Sechs-Zoll-Karte des Ordnance Survey, erste Ausgabe 1843–1882)

Pitfour House war ein Herrensitz nördlich der Ortschaft Old Deer in Aberdeenshire (Schottland). Das Herrenhaus wurde 1926 abgebrochen, von Pitfour Estate existieren noch das Vorwerk Saplinbrae House, der See Pitfour Lake und Teile des Parks mit dem „Temple of Theseus“, einem Gartenfolly. Die Klosterruine Deer Abbey gehörte ebenfalls zum Anwesen, das zu den größten Schottlands zählte.

## Geschichte
James Ferguson (1735–1820) erwarb um 1800 das Anwesen Pitfour und legte, gemeinsam mit seinem Neffen George Ferguson (1786–1867), einem Admiral, in der Zeit bis 1850 den Landsitz mit zugehöriger Landwirtschaft und einem Park an. Die Familie war durch das westindische Zuckergeschäft wohlhabend geworden.
Das Herrenhaus wurde, wahrscheinlich an der Stelle eines älteren Gebäudes, 1812 errichtet. Die meisten der zahlreichen weiteren Gebäude dürften ebenfalls in den Folgejahren entstanden sein. Als Architekt war in der Zeit von 1822 bis 1831 John Smith (1781–1852) tätig, die Anlage des Gartens geht vermutlich auf William Sawrey Gilpin (1762–1843) zurück. Das Projekt eines Kanals Saint Fergus And North Ugie Water Canal, von Admiral Ferguson betrieben, schien auf technische Schwierigkeiten zu stoßen (Teilstück erhalten) und wurde mit dem Bau der Eisenbahn 1840 endgültig aufgegeben.
1876 erbte der Sohn von Admiral Ferguson, George Arthur Ferguson (1835–1924) das Anwesen. 1919 wurde Pitfour Estate wiederholt erfolglos zum Auktionsverkauf angeboten; die Fläche umfasste 8100 Hektar. Sämtliche Dokumente zum Pitfour Estate und über die Familie Ferguson sind seit der Niederlegung des Herrenhauses verschollen.

## Bauwerke

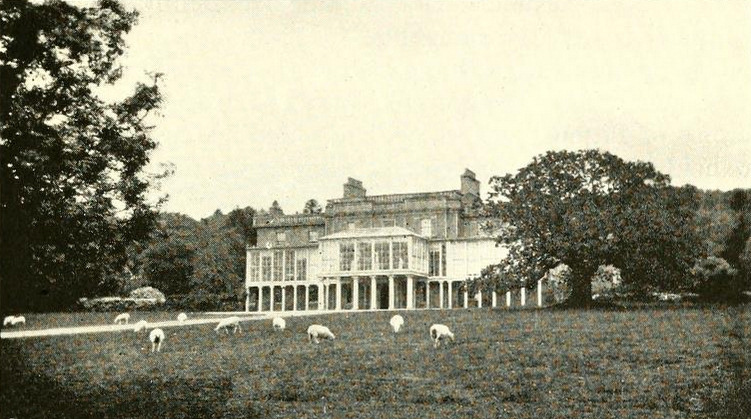
Pitfour House Ende des 19. Jahrhunderts, Blick von Südost

Das Herrenhaus (1812, Änderungen 1820) wurde in Granit aus Aberdeenshire im Stil des neoclassicism (Klassizismus) aufgeführt. Die Fassaden waren streng und wiesen wenig architektonischen Schmuck auf, die dem Park mit dem See zugewandte Südseite war großflächig verglast. Ein terrassierter Garten in formalem Stil mit einer zentralen Fontäne schloss sich an. Das Gebäude wurde 1926 abgebrochen.
Weitere Bauwerke waren: Ställe und Wirtschaftsgebäude (1826), eine Reitschule, eine Pferderennbahn, eine private Kapelle mit einem niedrigen gotischen Turm, einige cottages, die ein Modelldorf bildeten und der Unterkunft der Angestellten dienten. Die Mitte des Parks bildete ein künstlich aufgestautes Gewässer, The Lake (1816, heute Pitfour Lake, 20 Hektar) mit drei kleinen Inseln, an dessen Nordwestende der Temple of Theseus, ein Staffagebauwerk in Form eines verkleinerten Replikats des Athener Tempel des Theseus (erhalten) liegt. Ein Bootshaus im gotischen Stil ist nurmehr als Ruinenrest vorhanden.
Den Eingang zum Park bildete ein memorial gates mit zwei Säulen, das dem Premierminister Pitt und dem schottischen Minister Robert Dundas gewidmet war. Außerdem hatten die Fergusons ein Observatorium errichten lassen und die südlich gelegene Klosterruine Deer Abbey zu einem Küchengarten, später zu einem Mausoleum (hinzugefügter Eingang erhalten) umgewandelt.